# احتجاز زورقين حربيين أمريكيين 2016

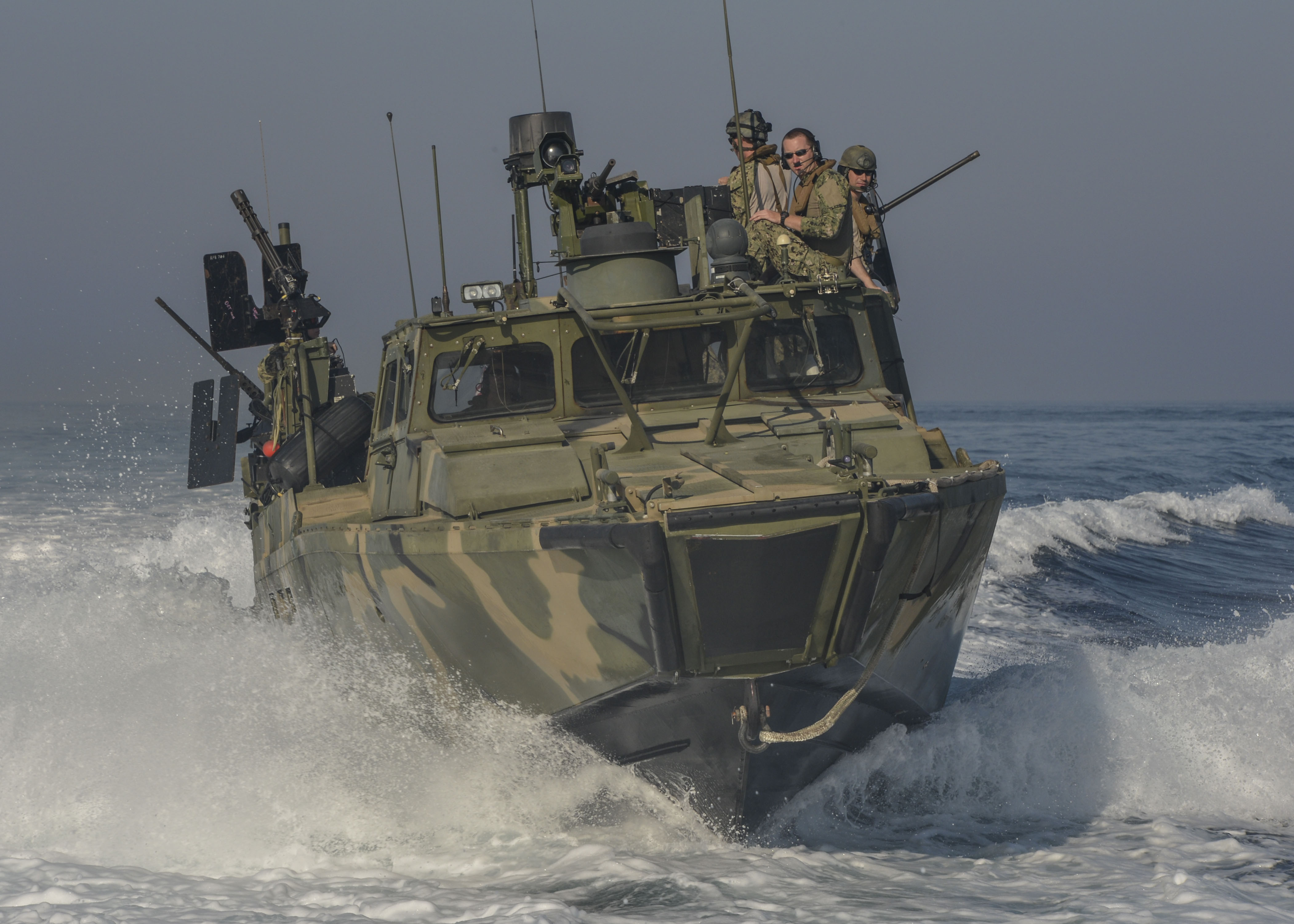
نوع من القوارب التي إحتجزت القوات البحرية التابعة للحرس الثوري الإيراني

احتجاز زورقين حربيين أمريكيين 2016 إحتجزت القوات البحرية التابعة للحرس الثوري الإيراني زورقين أميركيين بعد أن دخلا بصورة غير قانونية في المياه الإقليمية الإيرانية بالخليج الفارسي. وأوقفت القوات البحرية للحرس الثوري 10 عسكريين بينهم إمراة، كانوا على متن الزورقين قرب جزيرة «فارسي» داخل المياه الإقليمية الإيرانية لمسافة كيلومترين. تم اعتقال 10 البحارة لمدة 15 ساعة، وأطلق سراحهم فورا دون أن يصاب بأذى جنبا إلى جنب مع كل ما لديهم العتاد والأسلحة، بعد أن قدم وزير الخارجية الأمريكية جون كيري اتصالا هاتفيا خمس مرات على الأقل مع وزير الخارجية الإيراني محمد جواد ظريف.

## تفاصيل الحادثة
في 12 يناير 2016، احتجزت القوات البحرية التابعة للحرس الثوري الإيراني الزورقين الحربيين الامريكيين وعلى متنهما عشرة بحارة مسلحين دخلا المياه الإقليمية الإيرانية الثلاثاء في الساعة 30ر16 (00ر13 تغ) قرب جزيرة فارسي وقد احتجزتهما وحدات حربية تابعة للقوات البحرية في الحرس الثوري واقتادتهما إلى الجزيرة.
إن الزورقين كانا يبحران بين الكويت والبحرين عندما فقدت أمريكا الاتصال بهما، بعد أن واجه أحد المراكب مشكلات تقنية. هذه الزوارق الأميركية المحتجزة مجهزة بأسلحة وأجهزة تعقب ورصد، وقد عبرت إحدى الجزر الإيرانية جنوباً لتتجاوزها بمسافة 6 كيلومترات داخل الحدود  ولحظة توقيفهم كانت حاملة الطائرات الأمريكية «ترومان» التي كانت ترصد المشهد بقرب نظيرتها الفرنسية «ديغول» موجودتين في نفس المنطقة ولكن «في المياه الدولية»، تحرّكت منها طائرة «هليكوبتر» بإتجاه الزوارق المحتجزة وأرسلت مؤشرات حربية عن إمكانية التدخل وقامت بجملة من الحركات الإستفزازية، لترد قوات «الحرس» بإجراءات مضادة تؤكد أن الحراك العسكري لإنقاذ السفن سيؤدي إلى اشتباك لا تحمد عقباه.
عندها إنتهى التوتّر بيد إيرانية عليا ألقت القبض على 10 عسكريين أمريكيين.
أعلن مسؤول أميركي أن الولايات المتحدة فقدت الاتصال بزورقين حربيين صغيرين كانا في رحلة بين الكويت والبحرين، مشيرا إلى أن واشنطن تلقت من طهران ضمانات بأنها ستسمح لهما سريعا بإكمال طريقهما.
نقلت وكالة «أسوشييتد برس» أن وزير الخارجية الأميركي، جون كيري، اتصل مباشرة بعد الحادث بنظيره الإيراني، محمد جواد ظريف، وتباحث معه في الأمر. طالبت طهران، الأربعاء 13 يناير/كانون الثاني، واشنطن بالاعتذار عن انتهاك مياهها الإقليمية تزامنا مع احتجاز إيران لـ10 بحارة كانوا على متن قطعتين بحريتين أمريكيتين في مياه الخليج. وقال الأميرال علي فدوي قائد بحرية الحرس الثوري الإيراني للتلفزيون الرسمي إن حاملة طائرات أمريكية تصرفت بشكل «مستفز وغير مهني» لمدة 40 دقيقة، بالقيام بمناورات في الخليج، بعد أن احتجزت إيران 10 بحارة أمريكيين.
وأكدت البحرية الإيرانية أن التحقيقات والاستجوابات أكدت وجود عطل فني في النظام الملاحي للزورقين وعدم وجود تعمد من قبل طاقمهما بانتهاك المياه الإقليمية الإيرانية فقد تم الإفراج عنهم ظهر اليوم.و أعلنت طهران الإفراج عن عشرة بحارة أمريكيين كانت احتجزتهم صباحا في زورقين للبحرية الأمريكية بالخليج الفارسي، مشيرة إلى أنه وبعد تقدم الامريكيين للاعتذار، والتأكد من حدوث خلل فني مع أجهزة ملاحة البحارة تم اطلاق سراحهم.وجاء في بيان الحرس الثوري الإيراني «بعد التدقيق، تبين أن دخولهم المياه الإقليمية للبلاد لم يكن عن قصد. وبعد تقديمهم الاعتذار، تم إطلاق سراحهم في المياه الدولية».
وأضاف أن وزير خارجية إيران محمد جواد ظريف أكد لجون كيري أنه سيتم السماح للبحارة الأمريكيين بمواصلة رحلتهم فورا.ذكرت وكالة «أسوشييتد برس» أن المسؤولين الأميركيين تلقوا تطمينات من طهران بأنها ستعيد أفراد الطاقمين والزورقين بأمان و«فوراً».وحسب تصريح للناطق باسم «البنتاغون»، بيتر كوك، لنفس الوكالة، فإن الزورقين كانا يبحران بين الكويت والبحرين لحظة فقدان الولايات المتحدة الأميركية الاتصال بهما. حاملة الطائرات الاميركية ترومان ونظيرتها الفرنسية شارل ديغول. ان الزورقين الحربيين الاميركيين دخلا بعمق كيلومترين في المياه الإقليمية الإيرانية واجهزة نظام تحديد الموقع العالمي +جي بي اس+ الموجودة على متنهما.البحرية الإيرانية سارعت إلى احتجاز الدورية الأمريكية المؤلفة من زورقين إثر دخولها للمياه الإقليمية الإيرانية لمسافة كيلومترين. إلا أن واضاف البيان ان «البحارة العشرة، وهم تسعة رجال وامرأة، اقتيدوا إلى مكان آمن»، مشيرا إلى انه لحظة توقيفهم كانت حاملة الطائرات الأمريكية ترومان ونظيرتها الفرنسية شارل ديغول، موجودتين في نفس المنطقة ولكن «في المياه الدولية».

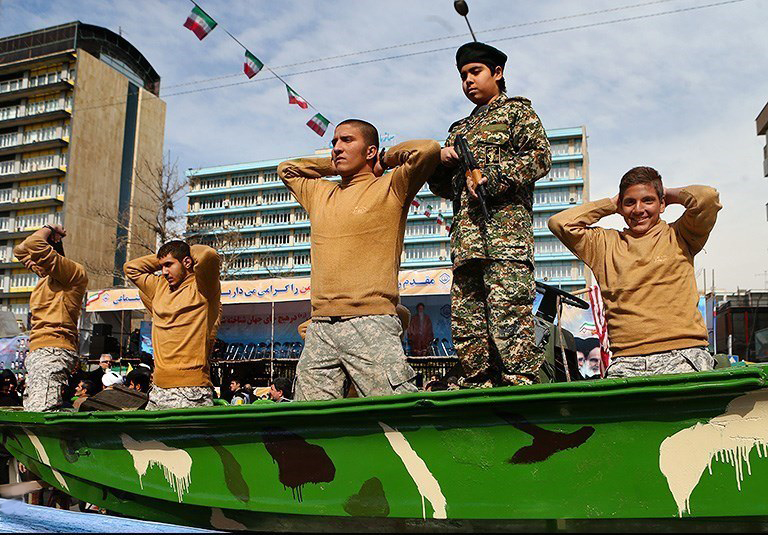
محاكاة اعتقال البحارة الأميركيين المتعدّين للحدود المائية الإيرانية عام 2016، في الذكرى السنوية 38 من الثورة الإسلامية الإيرانية

وبحسب وكالة فارس للانباء التي تعتبر قريبة من الحرس الثوري، فإن الزورقين الحربيين الامريكيين، دخلا بعمق كيلومترين في المياه الإقليمية الإيرانية واجهزة نظام تحديد الموقع العالمي +جي بي اس+ الموجودة على متنهما تؤكد ذلك". . ان "الزورقين الحربيين الاميركيين وعلى متنهما عشرة بحارة مسلحين دخلا المياه الإقليمية الإيرانية الثلاثاء في الساعة 16,30 (13,00 تغ) قرب جزيرة فارسي وقد احتجزتهما وحدات حربية تابعة للقوات البحرية في الحرس الثوري واقتادتهما إلى الجزيرة"، مشيرة إلى ان البحارة الاميركيين "بصحة جيدة". واضاف البيان ان «البحارة العشرة، وهم تسعة رجال وامرأة، اقتيدوا إلى مكان آمن»، مشيرا إلى انه لحظة توقيفهم كانت حاملة الطائرات الاميركية ترومان ونظيرتها الفرنسية شارل ديغول موجودتين في نفس المنطقة ولكن «في المياه الدولية».

## ردود فعل

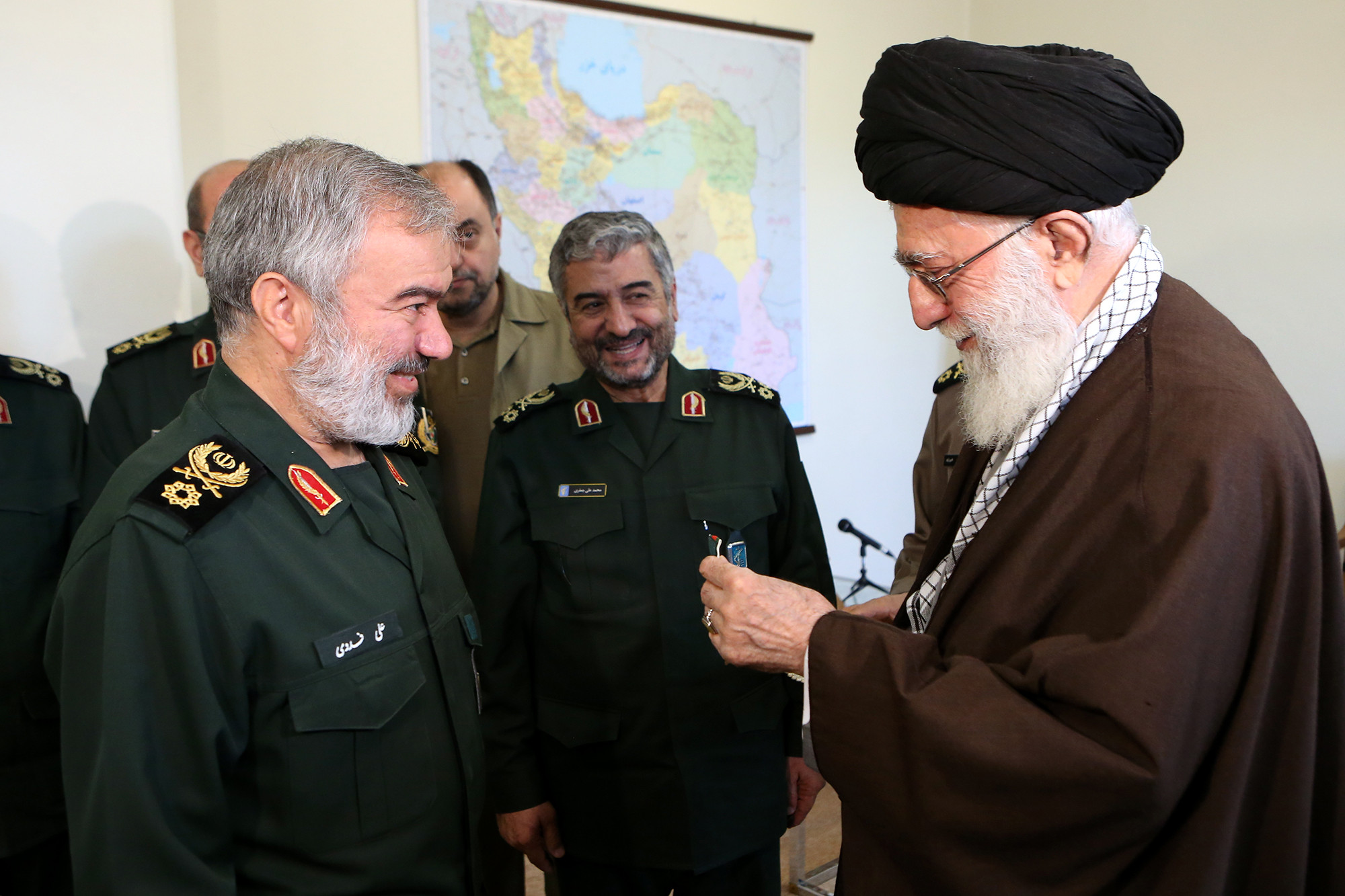
إعطاء وسام الفتح بواسطة سيد علي خامنئي قائد الجمهورية الإسلامية في إيران إلي علي فدوي

- إيران: استقبل قائد الثورة الإسلامية آية الله علي الخامنئي عن عناصر الحرس الثوري الإيراني في القوات البحرية الذين الذين شاركوا في عملية احتجاز البحارة الأمريكيين الذين دخلوا المياه الإيرانية في الخليج ووصف هذا الاحتجاز بأنه عمل شجاع وفي وقتها المناسب ويعبّر عن الإيمان. وقال لهم: ما قمتم به كان خطوة شجاعة وفي محلها وتعبر عن الإيمان، ذلك تم بمشيئة الله كي تتمكنوا من احتجاز هؤلاء البحارة الذين دخلوا المياه الإيرانية بذلك الشكل، وهم واضعين أيديهم فوق رؤوسهم.[7] ومنح وسام «فتح» للقادة في القوة البحرية للحرس الثوري علي فدوي.[7]
- الولايات المتحدة: غضب وزير الخارجية الأمريكي، جون كيري، عن انتشار مقطع فيديو لحظة احتجاز البحارة الأمريكيين يظهرهم وأيديهم مرفوعة فوق رؤوسهم.[7]
- إسرائيل: اعتبرت صحف إسرائيلية الإفراج عن البحارة الأمريكيين «إذلالا» لمواطني الولايات المتحدة.[8]

## الوصلات الخارجية
بالصور- إعطاء وسام الفتح لقادة حرس الثورة الإسلامية الذين اعتقلوا الجنود الأميركيين المنتهكين للحدود الإيرانية علي يد قائد الثورة الإسلامية سيد علي خامنئي